# 附禺山
附禺山是先秦時期的山名，在東北海之外的地方，边远荒凉的地方之中，河水流經過的地方之内，有一座山名為附禺之山，颛顼与九嫔葬於其中。這裏有𩿨久、文贝、离俞、鸾鸟、凰鸟、大物、小物，以及青鸟、琅鸟、玄鸟、黄鸟、虎、豹、熊、罴、黄蛇、视肉、璇、瑰、瑶、碧，都在守衛著這座山。山丘方圓三百裏的面積，山的南邊有帝俊的竹林，竹林之大可用於作船。竹林的南邊有紅色的湖水，名爲封渊。還有三顆沒有樹枝的桑樹。山的西邊有一個深淵，作爲顓頊洗澡的地方。